# Miljana Smiljković
Miljana Smiljković (serbisch-kyrillisch Миљана Смиљковић, * 8. August 1994) ist eine serbische Fußballspielerin.

## Karriere

### Vereine
Smiljković spielte im Seniorinnenbereich zuletzt von 2019 bis 2022 für den griechischen Erstligisten PAOK Saloniki, mit dem sie zweimal die Meisterschaft gewann. In der Saison 2022/23 war sie Spielerin des Ligakonkurrenten Athlitikos 'Omilos Rethymniaki Enosi Athliton (dt. Sportverein REA) der in Rethymno auf Kreta beheimatet ist. In der Saison 2023/24 spielte sie für die Frauenfußballmannschaft des Ligakonkurrenten AO Trikala.
Nach Bosnien und Herzegowina gelangt, gehört sie seit der Saison 2024/25 dem in der Ženska nogometna liga BiH vertretenen SFK 2000 Sarajevo an. Aufgrund der im Jahr 2023 errungenen Meisterschaft nahm ihre Mannschaft an der Qualifikation für die Teilnahme an der Champions-League 2024/25 teil und Smiljković kam im Halbfinale der ersten Qualifikationsrunde beim 3:0-Sieg über KÍ Klaksvík und in der mit 0:4 verlorenen Finalbegegnung mit Benfica Lissabon zu ihren ersten beiden internationalen Vereinsspielen zum Einsatz.

### Nationalmannschaft
Smiljković bestritt für die U19-Nationalmannschaft sieben Länderspiele, davon die ersten drei in der Gruppe 5 der ersten Qualifikationsrunde für die angestrebte Teilnahme an der vom 2. bis zum 14. Juli 2012 in der Türkei vorgesehenen und altersbezogenen Europameisterschaft. Ihr Debüt als Nationalspielerin erfolgte am 17. September 2011 in Bardejov bei der 0:7-Niederlage gegen die U19-Nationalmannschaft Schwedens mit Einwechslung in der 73. Minute für Sanda Jovanović. In den beiden weiteren Gruppenspielen am 17. und 22. September – 4:2 gegen die U19-Nationalmannschaft der Ukraine und 2:1 gegen die U19-Nationalmannschaft der Slowakei – wurde sie ebenfalls und jeweils über 90 Minuten eingesetzt. Mit der gelungenen Qualifikation ihrer Mannschaft für den Wettbewerb 2012, gehörte sie dieser an, kam in den drei Spielen der Gruppe B jedoch nicht zum Einsatz.
In der im Frühjahr 2012 anschließenden zweiten Qualifikationsrunde gehörte sie dem Mannschaftskader an, wurde in den drei Spielen jedoch nicht berücksichtigt. Für die angestrebte Teilnahme an der vom 19. bis zum 31. August 2013 in Wales vorgesehenen Europameisterschaft wurde sie in jeweils zwei Spielen der ersten und zweite Qualifikationsrunde eingesetzt.
Für die A-Nationalmannschaft bestritt sie u. a. die beiden Spiele der Gruppe B im Turnier um den Istrien-Cup 2019, in denen ihr im ersten Spiel in Zagreb, beim 4:0-Sieg über die Nationalmannschaft Montenegros, das Tor zum 2:0 in der 23. Minute gelang. Das zweite Gruppenspiel wurde am 2. März in Sesvete mit 2:0 gegen die Nationalmannschaft Bosnien-Herzegowinas gewonnen. Auch im Finale am 4. März in Zagreb wirkte sie bei der 0:2-Niederlage gegen die Nationalmannschaft Sloweniens mit.

## Erfolge
Nationalmannschaft
- Istrien-Cup-Finalist 2019

PAOK Saloniki
- Griechischer Meister 2021, 2022